# Geraldo Simplício
Geraldo Simplício, mais conhecido como Nêgo (Aurora, 2 de abril de 1943), é um artista plástico brasileiro reconhecido internacionalmente por suas esculturas monumentais de barro e musgo, situadas em Nova Friburgo, na Região Serrana do Rio de Janeiro. Seu trabalho se destaca pela integração das obras com a paisagem natural, criando um efeito visual único ao longo do tempo devido ao crescimento do musgo sobre as peças.

## Biografia
Nêgo nasceu no sertão do Cariri, na cidade de Aurora, no estado do Ceará. Filho de pais analfabetos, demonstrou interesse por desenho e escultura desde a infância. Vindo de uma família com poucos recursos financeiros, começou a trabalhar cedo como ajudante de sapateiro, usando carvão para marcar solas de sapato em seus primeiros desenhos e barro do sertão para modelar. Em 1964, na cidade de Crato, Ceará, trabalhou como porteiro no Seminário de São José, onde seu talento chamou a atenção dos salesianos.
Em 1968, incentivado a investir em sua arte, Nêgo mudou-se para Recife. No ano seguinte, chegou ao Rio de Janeiro para uma exposição na Galeria Escada e passou a residir no Mosteiro de São Bento, onde aprendeu a praticar meditação. Durante suas estadas em ordens religiosas, trabalhou na restauração de obras sacras e começou a esculpir em madeira. Inicialmente, produzia ex-votos e esculturas utilizando cabos de guarda-chuva como suas primeiras ferramentas. Com o tempo, sua obra passou a retratar as emoções do cotidiano brasileiro, abordando temas como a seca, a migração, a religiosidade e a alegria do povo.
Em 1971, a crítica de arte Cecília Falk incentivou Nêgo a se mudar para Nova Friburgo e apoiou sua trajetória artística. Inicialmente, ele se dedicou à produção de peças em madeira. Algum tempo depois, começou a esculpir diretamente nos barrancos de terra do jardim. Para aumentar a durabilidade de suas obras, o artista desenvolveu uma técnica inovadora: após esculpir, cobria as esculturas com plástico e deixava o limo crescer sobre elas, enrijecendo a superfície e evitando a erosão. O clima e as temperaturas amenas da cidade contribuíam para essa conservação. Além disso, ele realizava uma manutenção constante, plantando, regando e podando a vegetação ao redor das esculturas. Esse foi o ponto de partida para um trabalho que, ao longo do tempo, se tornaria mais refinado e receberia ainda mais dedicação e atenção do artista.
No início dos anos 80, passou a residir em um pequeno sítio, e a viver da exposição de seu jardim ao cobrar uma pequena taxa de visitação. Com o passar do tempo, suas obras adquiriram notoriedade, atraindo turistas e admiradores da arte.
Nêgo nunca frequentou uma escola e afirma ter uma "cultura auditiva". Segundo ele, aprendeu ouvindo as pessoas, sem a necessidade de estudos formais. É irmão mais velho do também artista Cícero Simplício do Nascimento, conhecido como Cizin, um dos mais expressivos artistas populares do Ceará. Nêgo teve um papel fundamental em sua trajetória, influenciando e incentivando Cizin a ingressar no mundo das artes.
Em janeiro de 2011, seu sítio foi atingido pela catástrofe natural que devastou diversas áreas do município de Nova Friburgo. No entanto, em entrevista concedida ao jornal O Globo, Nêgo se mostrou determinado a recuperar e preservar seu trabalho.
Em 7 de setembro de 2023, Nêgo foi homenageado em sua cidade natal. A cerimônia, intitulada Dos Jardins para o Mundo – A História do Artista Aurorense, aconteceu durante o desfile cívico de 7 de setembro e contou com a presença do prefeito Marcone Tavares e de membros do governo local.

## Jardim do Nêgo
Batizado de Jardim do Nêgo, o acervo de esculturas de Geraldo Simplício está localizado no distrito de Campo do Coelho, em Nova Friburgo. Situado no KM 55 da RJ-130, o espaço recebe visitantes diariamente.

## Filosofia
Nêgo diz basear seu processo criativo em uma conexão com energias e culturas globais, vendo-se como um receptáculo que transforma essas forças em arte. Ele descreve a energia como algo que entra por sua cabeça, atravessa seu corpo e sai pelos pés, alimentando sua inspiração. Para manter esse fluxo, adota um estilo de vida ascético, abstendo-se temporariamente de atividades sexuais.
Sua obra abrange temas variados, desde elementos sacros até questões contemporâneas e universais, como a relação entre o homem e a natureza. Segundo ele, suas esculturas manifestam forças telúricas e cósmicas, refletindo uma dualidade entre ascetismo e erotismo. Nêgo entende a arte como um fluxo de energia resultante da interação entre o mundo externo e interno, transformando influências sociais em intervenções artísticas.

## Legado
Ao longo de sua carreira, Nêgo consolidou-se como um dos principais artistas populares do Brasil. Seu trabalho é reconhecido nacional e internacionalmente, sendo objeto de reportagens e estudos sobre arte popular e integração da arte com a natureza. Seu Jardim do Nêgo segue como um ponto turístico e cultural relevante no estado do Rio de Janeiro, mantendo viva sua contribuição para a arte brasileira.

## Imagens

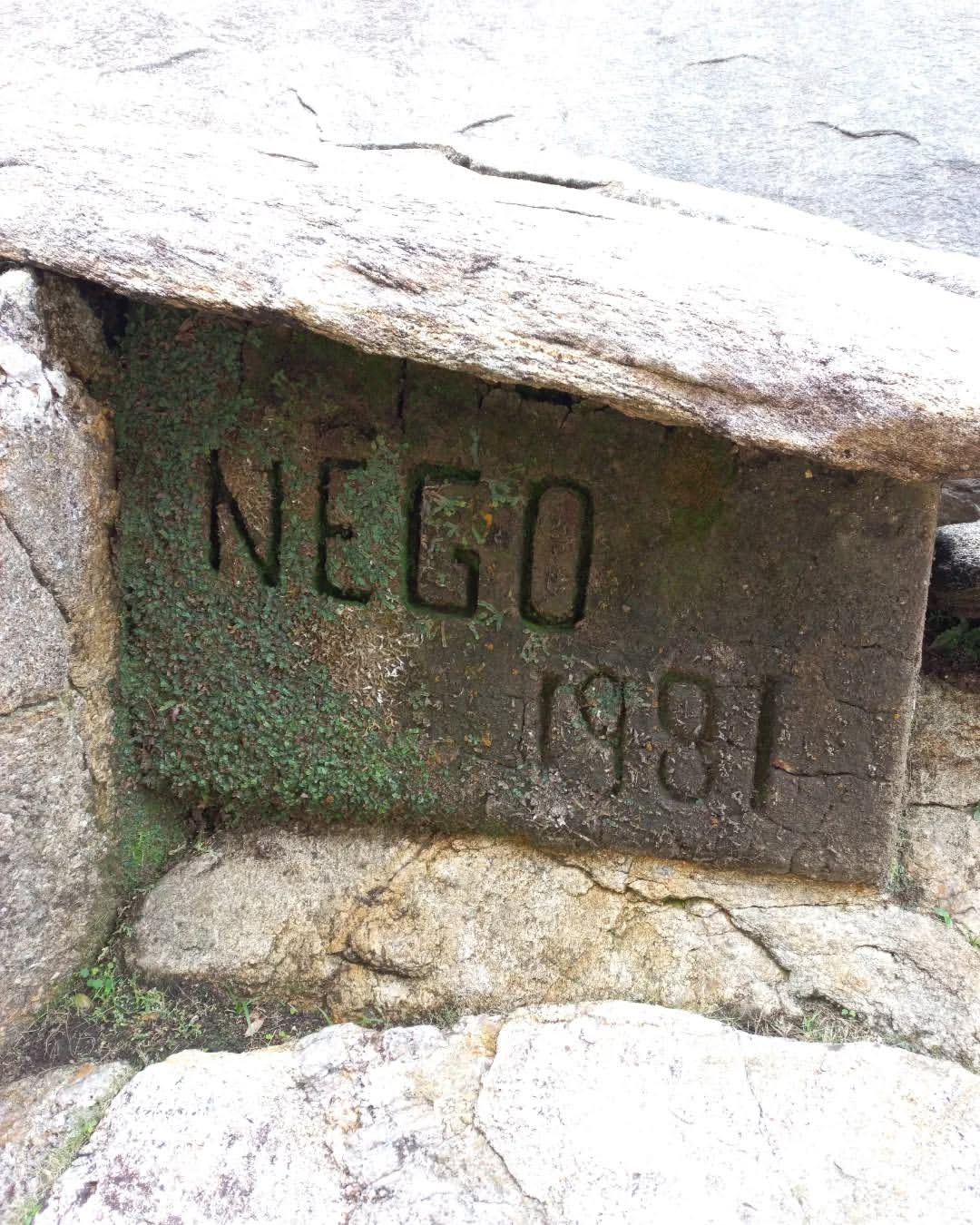
Assinatura em obra de escultura em barro coberto de musgo no Jardim do Nêgo.
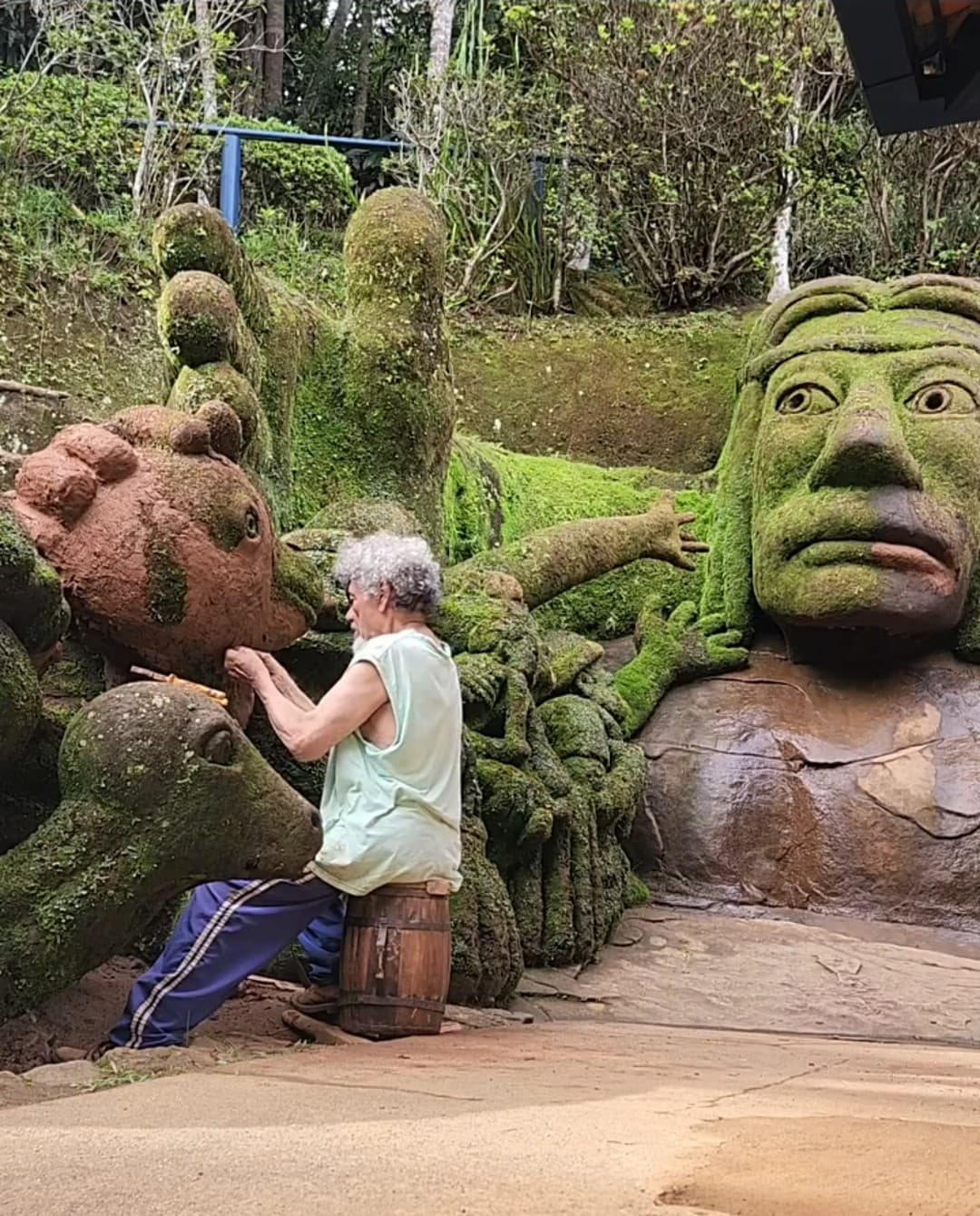
Nêgo trabalhando em suas esculturas.
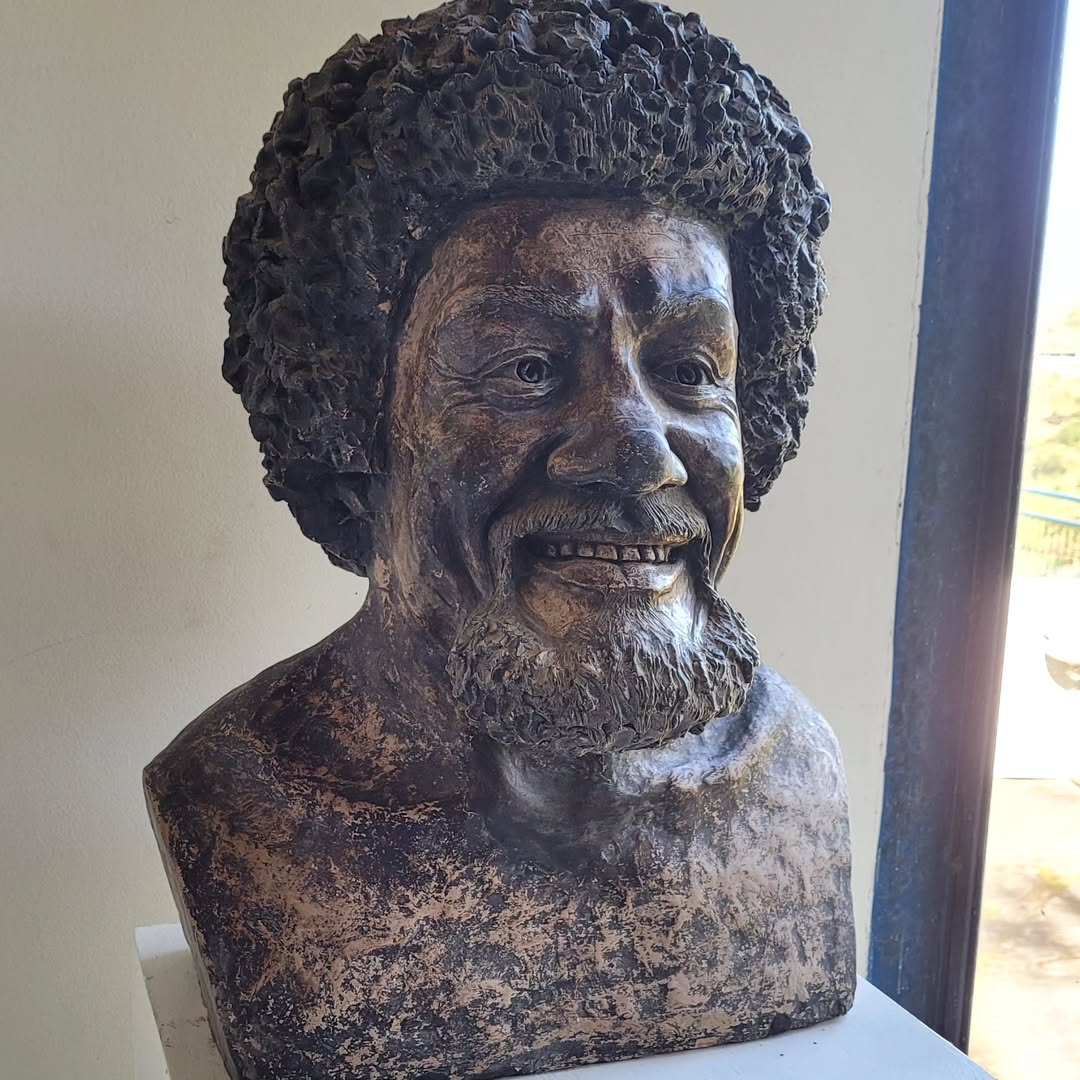
Busto de Geraldo Simplício no museu do Jardim do Nêgo.
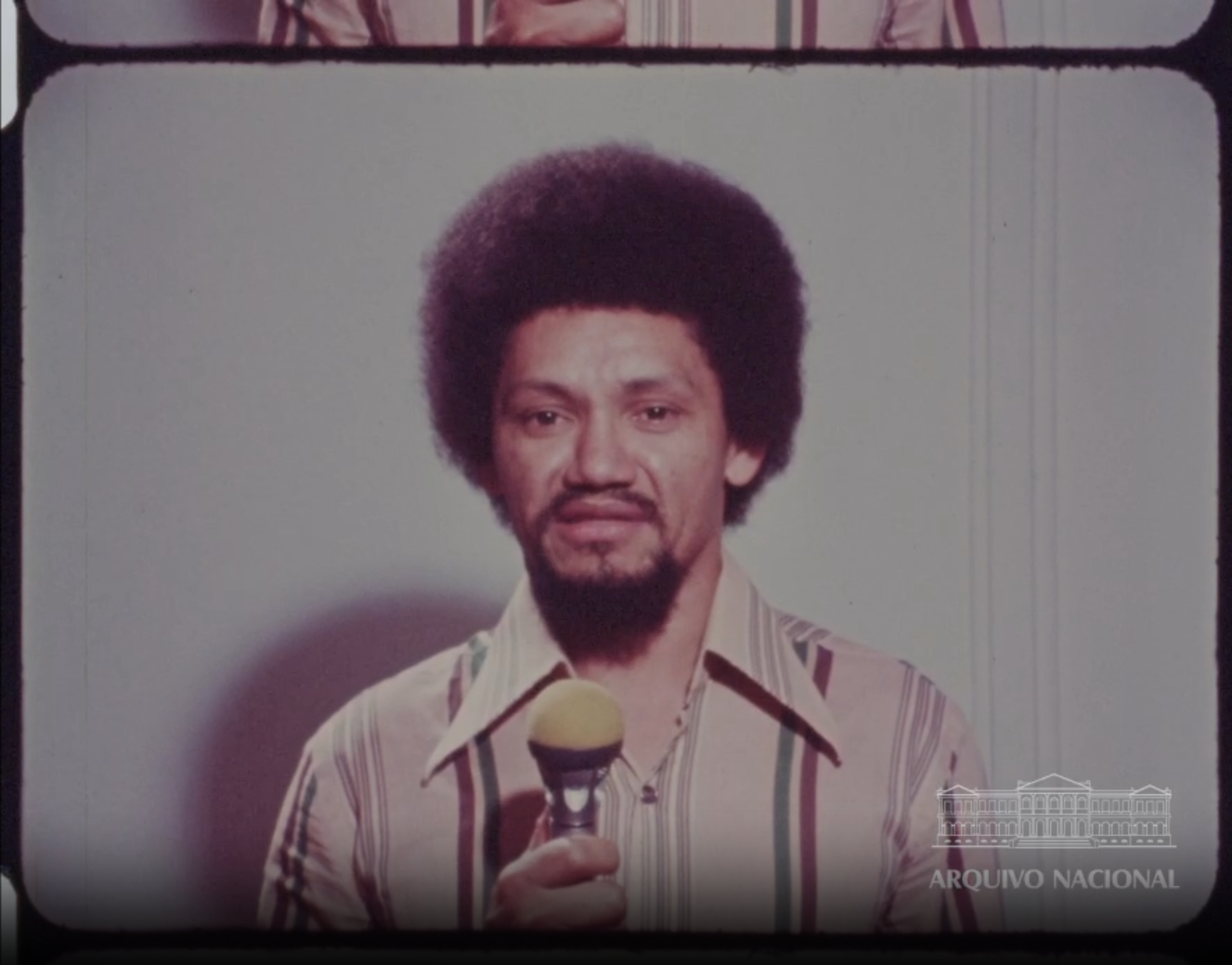
Geraldo Simplício em entrevista à TV Educativa em 1977.